# Verity Records
Verity Records é uma gravadora dos Estados Unidos e que faz parte a Sony Music.